# Alun (gmina Boșorod)
Alun – wieś w Rumunii, w okręgu Hunedoara, w gminie Boșorod. W 2011 roku liczyła 78 mieszkańców.